# Anthomyia margitans
Anthomyia margitans este o specie de muște din genul Anthomyia, familia Anthomyiidae. A fost descrisă pentru prima dată de Pandelle în anul 1900.
Este endemică în Franța. Conform Catalogue of Life specia Anthomyia margitans nu are subspecii cunoscute.